# Bodrogkisfalud
Bodrogkisfalud ist eine ungarische Gemeinde im Kreis Tokaj im Komitat Borsod-Abaúj-Zemplén.

## Geografische Lage
Bodrogkisfalud liegt in Nordungarn, 43 Kilometer nordöstlich des Komitatssitzes Miskolc, sieben Kilometer nordwestlich der Kreisstadt Tokaj, am rechten Ufer des Flusses Bodrog. Nachbargemeinden sind Bodrogkeresztúr, Szegi, Mád und Mezőzombor.

## Sehenswürdigkeiten
- György-Klapka-Büste, erschaffen von Gyula Alpár Veres
- 1848/1849er-Denkmal (1848-49-es emlékmű), errichtet 1896
- Römisch-katholische Kirche Szent Anna, erbaut 1930 im neoromanischen Stil

## Verkehr
In Bodrogkisfalud treffen die Landstraßen Nr. 3801 und Nr. 3838 aufeinander, westlich des Ortes verläuft die Hauptstraße Nr. 37. Es bestehen Busverbindungen nach Tokaj. Die Gemeinde ist angebunden an die Eisenbahnstrecke von Sátoraljaújhely nach Füzesabony. Außerdem gibt es eine Fährverbindung über den Fluss Bodrog zum östlich gelegenen Landschaftsschutzgebiet Bodrogzug.